# Хелкіу (комуна)
Хелкіу (рум. Hălchiu) — комуна у повіті Брашов в Румунії. До складу комуни входять такі села (дані про населення за 2002 рік):
- Сату-Ноу (1074 особи)
- Хелкіу (2989 осіб) — адміністративний центр комуни

Комуна розташована на відстані 153 км на північ від Бухареста, 12 км на північний захід від Брашова.

## Населення
За даними перепису населення 2002 року у комуні проживали 6202 особи.
Національний склад населення комуни:
| Національність            | Кількість осіб | Відсоток |
| ------------------------- | -------------- | -------- |
| румуни                    | 4678           | 75,4%    |
| угорці                    | 1148           | 18,5%    |
| цигани                    | 249            | 4,0%     |
| німці                     | 117            | 1,9%     |
| не вказали національність | 9              | 0,1%     |

Рідною мовою назвали:
| Мова      | Кількість осіб | Відсоток |
| --------- | -------------- | -------- |
| румунська | 4846           | 78,1%    |
| угорська  | 1233           | 19,9%    |
| німецька  | 106            | 1,7%     |
| циганська | 16             | 0,3%     |

Склад населення комуни за віросповіданням:
| Релігія                                       | Кількість осіб | Відсоток |
| --------------------------------------------- | -------------- | -------- |
| православні                                   | 4497           | 72,5%    |
| лютерани (Синодально-пресвітеріанська церква) | 930            | 15,0%    |
| п'ятдесятники                                 | 410            | 6,6%     |
| лютерани (Аугсбурзького сповідання)           | 140            | 2,3%     |
| римо-католики                                 | 99             | 1,6%     |
| реформати                                     | 49             | 0,8%     |
| унітарії                                      | 19             | 0,3%     |
| баптисти                                      | 12             | 0,2%     |
| лютерани                                      | 10             | 0,2%     |
| греко-католики                                | 5              | 0,1%     |
| бретрени                                      | 4              | 0,1%     |
| адвентисти                                    | 3              | < 0,1%   |
| мусульмани                                    | 2              | < 0,1%   |
| не релігійні                                  | 2              | < 0,1%   |
| не вказали релігію                            | 3              | < 0,1%   |